# Torymoides confluens
Torymoides confluens är en stekelart som först beskrevs av Boucek 1969.  Torymoides confluens ingår i släktet Torymoides och familjen gallglanssteklar. Inga underarter finns listade i Catalogue of Life.